# Gail Mutrux
Gail Mutrux (* 2. Oktober 1945) ist eine US-amerikanische Filmproduzentin.

## Leben
Mutrux begann ihre Karriere in den 1970er Jahren. Zunächst fungierte sie als Associate Producer für Filme wie Stunde der Bewährung oder Wenn das Schicksal es will.
In Barry Levinsons Filmproduktionsunternehmen Baltimore Pictures entwickelte und produzierte Mutrux Robert Redfords Comedy-Drama Quiz Show und Mike Newells Mafiafilm Donnie Brasco. Sie entwickelte dort ebenfalls die Fernsehserie Homicide, von der insgesamt sieben Staffeln produziert wurden.
Gail Mutrux ist Präsidentin und Eigentümerin des Filmproduktionsunternehmens Pretty Pictures.
Bei den Independent Spirit Awards 2005 war sie mit dem Filmdrama Kinsey – Die Wahrheit über Sex in der Kategorie Bester Film nominiert.
Sie ist Mitglied im Vorstand von Film Independent, Mitglied des Producers and Foreign Film Executive Committees der Academy of Motion Picture Arts and Sciences sowie der Producers Guild of America.
Mutrux ist in zweiter Ehe mit dem Filmproduzenten Tony Ganz verheiratet. Ihr erster Mann war der Autor, Regisseur und Produzent Floyd Mutrux.

## Filmografie
Associate Producer
- 1978: Stunde der Bewährung (Straight Time)
- 1979: Wenn das Schicksal es will (Promises in the Dark)
- 1988: Little Nikita
- 1988: Rain Man

Co-Producer
- 1994: Quiz Show

Producer
- 1993–1995: Homicide (Fernsehserie, 33 Episoden)
- 1997: Donnie Brasco
- 1998: Kein Vater von gestern (A Cool, Dry Place)
- 2000: Nurse Betty
- 2003: The Shape of Things
- 2004: Kinsey – Die Wahrheit über Sex (Kinsey)
- 2015: Show Me a Hero (Miniserie, 6 Episoden)
- 2015: The Danish Girl
- 2017: iBoy
- 2020: Neues aus der Welt (News of the World)